# Stratiotes
- Commons
- Wikispecies

Stratiotes L. é um género botânico pertencente à família hydrocharitaceae.

## Espécies
Stratoites acorides

Stratoites alismoides

Stratoites aloides

Stratoites nymphoides
- Lista completa

## Classificação do gênero
| Sistema | Classificação                      | Referência               |
| ------- | ---------------------------------- | ------------------------ |
| Linné   | Classe Polyandria, ordem Hexagynia | Species plantarum (1753) |